# Stay (canção de Tooji)
Stay é uma canção do cantor Tooji. Ele representou a Noruega no Festival Eurovisão da Canção 2012.

## Charts
Imediatamente depois de vencer Melodi Grand Prix, a canção foi disponibilizada em downloads e entrou VG-Lista, a lista oficial de singles norueguês em # 2
| Chart (2012)       | Melhor posição |
| ------------------ | -------------- |
| Noruega (VG-lista) | 2              |